# Kirche Weißer Hirsch

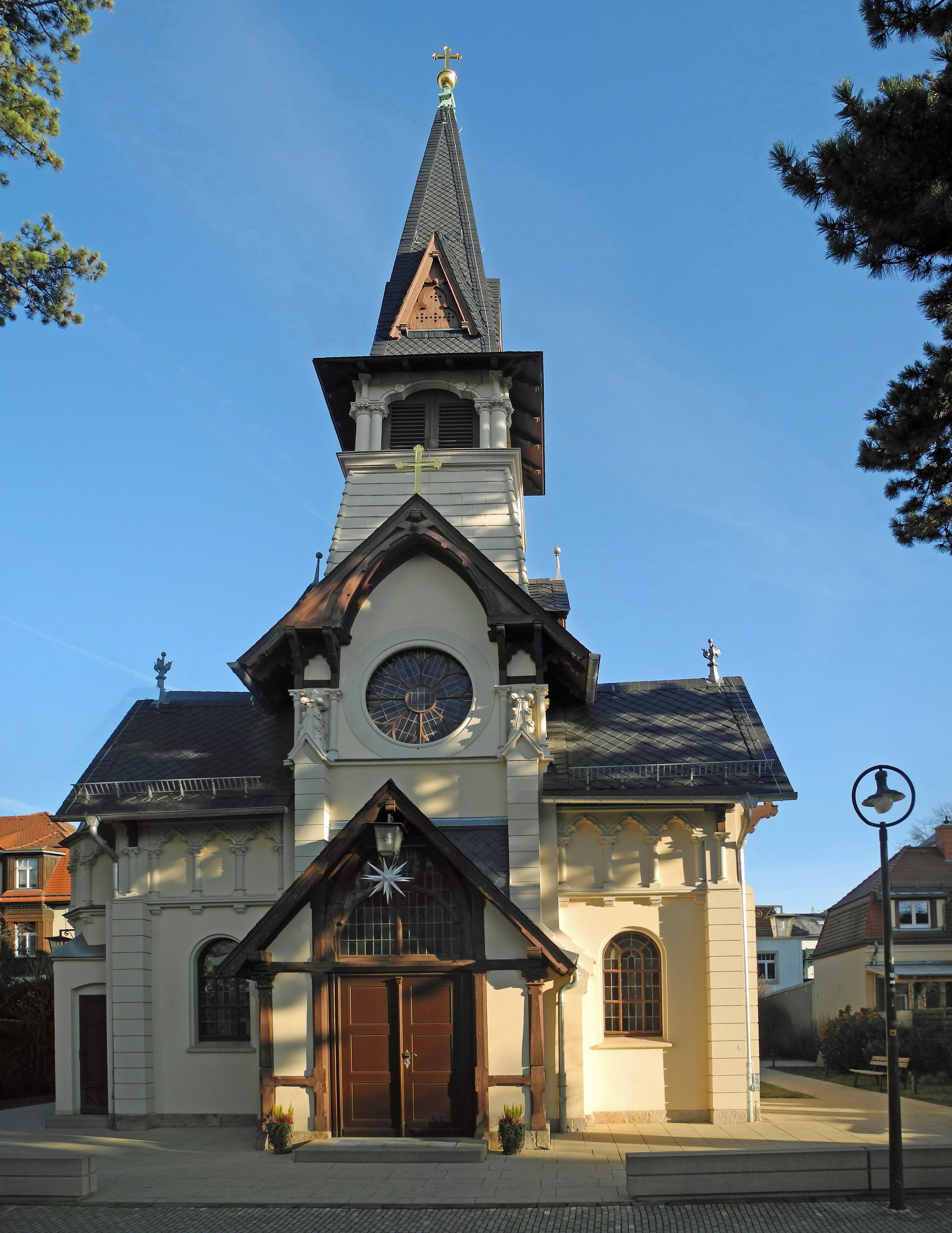
Die Kirche in Dresden-Weißer Hirsch

Die Kirche Weißer Hirsch ist eine evangelisch-lutherische Kirche im Dresdner Stadtteil Weißer Hirsch. Sie wurde 1889 nach Plänen von Richard Schaeffer erbaut und ist seit der Eingemeindung des Ortes 1921 eine der Dresdner Kirchen. Das Dach der Kirche einschließlich der Decke des Kirchenraums besteht bis heute aus einer Holzkonstruktion, deren sichtbare Holzbalken Ähnlichkeiten mit der Stabkirche Wang im Riesengebirge aufweisen.

## Geschichte
Die Gemeinde Weißer Hirsch gehörte seit 1704 zur Loschwitzer Kirche. Ab 1877 gab es in der Gemeinde Bestrebungen, eine Kirche zu bauen. Unterstützt wurde der entstandene Kirchenbau-Verein u. a. vom kaiserlich-russischen Staats- und Kommerzienrat Nicolaus Stange (1819–1902) und dem Rittergutsbesitzer Ludwig Küntzelmann (1826–1881) sowie von den Erben Küntzelmanns, die das Grundstück zur Verfügung stellten. Die Kirche Weißer Hirsch wurde im Juli 1889 als Filialkirche von Loschwitz eingeweiht. Die eigenständige Kirchgemeinde Weißer Hirsch bestand aber erst ab 1. April 1897. Entwurf und Bauausführung lag in den Händen des Architekten F. Richard Schaeffer. Auf Grund der Holzkonstruktion des Kirchendachs und der Decke im Kirchenraum wurde der Bau vielfach mit der Stabkirche Wang im Riesengebirge verglichen. Kunsthistorisch und baugeschichtlich besteht jedoch kein Zusammenhang. 

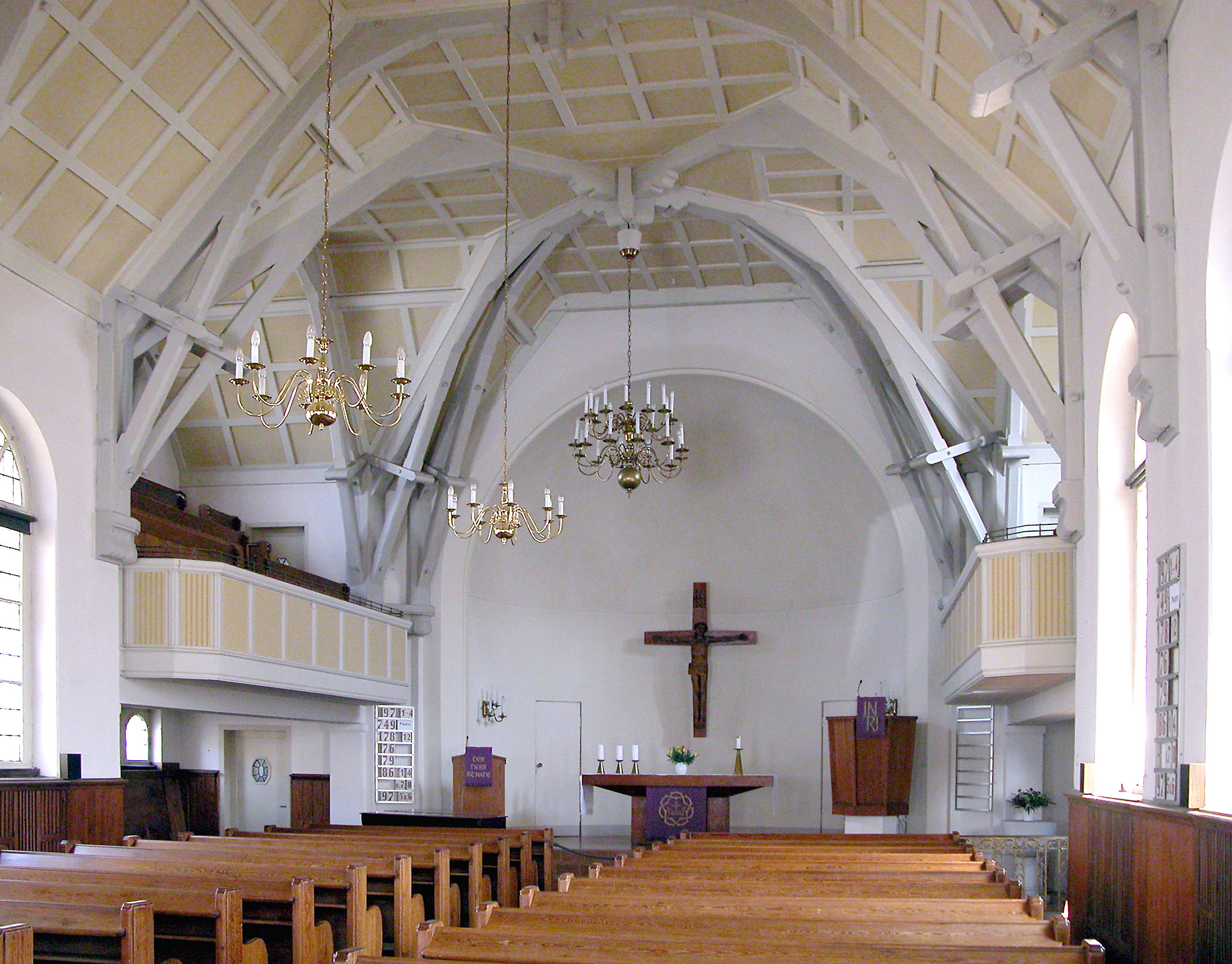
Innenraum der Kirche mit sichtbarer Holzbalken-Konstruktion (Zustand 2004)

Der erste Umbau zur Erweiterung der Kirche erfolgte bereits 1890/91 durch Carl Bruno Seitler (1851–1925), Professor an der Königl. Baugewerkenschule in Dresden. 
Im Jahr 1908 hat Baurat Richard Schleinitz (1861–1916) einen weiteren Umbau der Kirche vorgenommen, bei dem folgende Baumaßnahmen ausgeführt wurden: Anbau des Querschiffes, Einbau der Empore, farbliche Gestaltung der hölzernen Deckenkonstruktion und Neugestaltung des Altarbereichs durch eine Altarkonche mit dem Gemälde einer Kreuzigungsszene des Malers Victor Schubert von Soldern (1834–1912), der das Werk der Kirchgemeinde gestiftet hatte. 
Im Jahr 1960 wurde der Innenraum der Kirche durch Fritz Steudtner (1896–1986) völlig umgestaltet und „modernisiert“. Die farbige Jugendstildekoration wurde durch eine grau-beige-farbene Ausmalung ersetzt und der Altarbereich erhielt eine schlichtere Ausstattung. Der vorhandene Altartisch, das alte Altarbild und die Kanzel wurden entfernt und durch ein einfaches Holzkreuz mit Christusfigur ersetzt. Ebenso wurden die alten Glasfenster durch neue ersetzt. Dadurch verlor der Kirchenraum viel von seiner ursprünglichen Eleganz, die auch durch die neueren Restaurierungen von 1988 bis 1992 und von 2012 bis 2014 nicht wieder erreicht wurde. Das neue Altarbild „Die Gemeinschaft der Gläubigen“ wurde von der Malerin Gerda Lepke (* 1939) geschaffen, und der Bildhauer Hans-Volker Mixsa (1944–2016) gestaltete die Möblierung des Altarbereiches. Seit 2005 ist die Gemeinde Bad Weißer Hirsch mit den Gemeinden Bühlau und Schönfeld/Weißig in einem Schwesternkirchverbund.

## Orgel

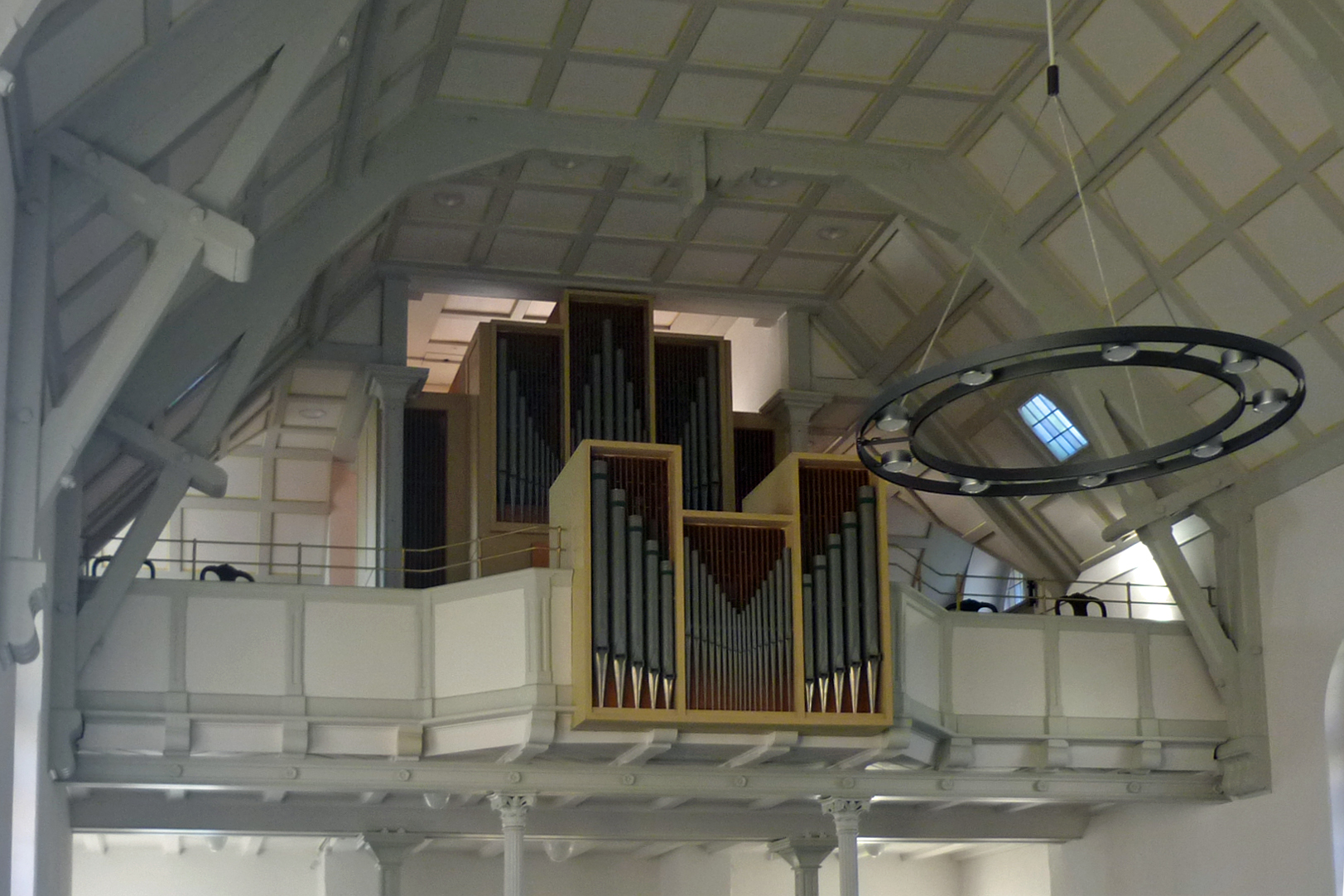
Jehmlich-Orgel auf der Orgelempore

Im Jahr 1901 wurde von den Gebrüdern Bruno & Emil Jehmlich (Dresden) eine Orgel mit zwei Manualen und Pedal eingebaut, die 1922 erweitert wurde. Diese Orgel wurde 1966 durch einen Neubau der Firma Jehmlich (Opus 842) mit zwei Manualen, Pedal, 16 Registern und 1078 Pfeifen ersetzt.
Die Disposition lautet wie folgt: 
| I Hauptwerk |    |
| Rohrflöte   | 8′ |
| Prinzipal   | 4′ |
| Gemshorn    | 4′ |
| Flachflöte  | 2′ |
| Mixtur IV–V |    |

| II Rückpositiv |        |
| Gedackt        | 8′     |
| Rohrflöte      | 4′     |
| Prinzipal      | 2′     |
| Terz           | 1 3⁄5′ |
| Quinte         | 1 ⁄3′  |
| Oktavzimbel II |        |
| Krummhorn      | 8′     |
| Tremulant      |        |

| Pedal      |     |
| Subbaß     | 16′ |
| Gemshorn   | 08′ |
| Piffaro II |     |
| Fagott     | 16′ |

- Koppeln: II/I, I/P, II/P

## Glocken
Kurz nach dem Bau und der Weihe der Kirche wurden 1891 drei Bronzeglocken der Dresdner Firma C. Albert Bierling installiert. 
Im Rahmen der Glockenbeschlagnahmen im Jahr 1917 musste die große Bronzeglocke abgegeben werden, sie wurde aber bereits 1919 durch eine Stahlglocke ersetzt. Im Jahr 1964 wurden zwei neue Bronzeglocken von der Glockengießerei Schilling eingebaut und damit das ursprüngliche Geläut komplettiert.
| Nr. | Gussdatum | Gießer                | Material | Durchmesser | Masse  | Schlagton |
| --- | --------- | --------------------- | -------- | ----------- | ------ | --------- |
| 1   | 1964      | Franz Schilling Söhne | Bronze   | 850 mm      | 380 kg | b′        |
| 2   | 1891      | C. Albert Bierling    | Bronze   | 690 mm      | 200 kg | d″        |
| 3   | 1964      | Franz Schilling Söhne | Bronze   | 550 mm      | 108 kg | f″        |

## Friedhof

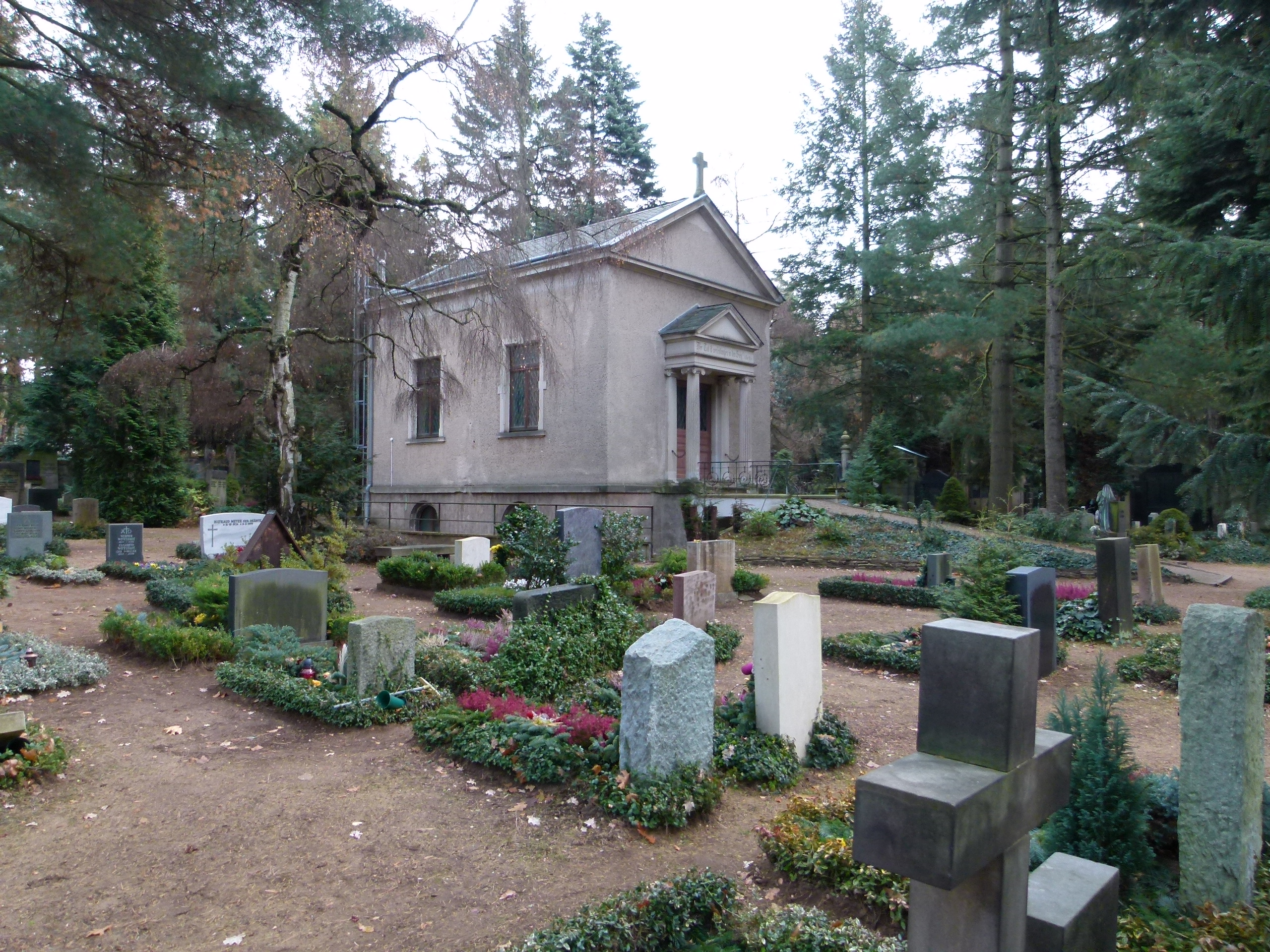
Waldfriedhof Weißer Hirsch

Der Waldfriedhof Weißer Hirsch wurde 1898 am Rande der Dresdner Heide eingeweiht, aber erst ab 1903 als Friedhof genutzt. Im Jahr 1918 wurde östlich des Waldfriedhofs der Oberloschwitzer Friedhof angelegt, der aber bereits 1933 in den Waldfriedhof integriert wurde. Der Friedhof liegt auf hügeligem Gelände und ist terrassenförmig angelegt. Am Eingang zum Friedhof befindet sich das Ehrenmal für Gefallene des Ersten Weltkrieges und im hinteren Teil die Gedenkstätte für die Opfer der Bombenangriffe 1945 auf Dresden.
Wichtige Grabstätten
- Mausoleum der Familie Lahmann: Heinrich Lahmann (1860–1905), Gründer des Lahmann-Sanatoriums, Architekt: Rudolf Kolbe, Bildhauer: Friedrich Moritz Brodauf
- Mausoleum der Familie Müller: Johann Carl Müller (1867–1944), Unternehmer, Inhaber der Zigarettenmaschinenfabrik „Universelle“ mit Grabplastik von Johannes Schilling
- Grabstätte der Familie Grumbt: Ernst Grumbt (1840–1917), Kommerzienrat, Kaufmann und Unternehmer, Architekt: Martin Pietzsch
- Grabstätte Carl Ludwig Theodor Graff (1844–1906), Direktor der Kunstgewerbeschule Dresden, Grabplastik von  Friedrich Hecht
- Grabstätte Max Arnhold (1845–1908), Gründer des  Bankhauses Arnhold
- Grabstätte des Horpeniten Emil Adolf Bergmann (1861–1931), Gründer der Freitaler Bombastus-Werke[7]
- Grab Manfred von Ardenne (1907–1997), Wissenschaftler, Gründer des Ardenne-Instituts
- Grabstätte John H. Noble (1923–2007), Besitzer der Kamera-Werke Niedersedlitz
- Grab Rolf Hoppe (1930–2018), Schauspieler